# Чарлз-Едуард Еймъри Уинслоу
Чарлз-Едуард Еймъри Уинслоу (на английски: Charles-Edward Amory Winslow) e американски бактериолог и експерт по обществено здраве, който според „Енциклопедия на общественото здраве“ (Encyclopedia of Public Health) е „творческа фигура в областта на публичното здраве, с принос не само за собствената си страна САЩ, но и за западния свят“ .

## Биография
Роден е на 4 февруари 1877 година в Бостън, Масачузетс. Учи в Масачузетския технологичен институт (MIT), където получава степен бакалавър на науките през 1898 и магистър на науките през 1910 г.
Започва кариерата си като бактериолог. Среща Ан Фюлер Роджърс, когато са студенти, в лабораторията „Уилям Седжуик“ на MIT и се жени за нея през 1907 г. Преподава в MIT, докато оглавява експериментална канализационна станция от 1908 до 1910 г., а след това преподава в Сити Колеж в Ню Йорк от 1910 до 1914 г.
Той е най-младият член-основател на Американското общество на бактериолозите, когато организацията се основава през 1899 г. Със Самюъл Кейт Прескот публикува първия американски учебник по водна бактериология.
През 1915 г. основава Департамента по публично здраве на Йейлския университет като част от Йейлското училище по медицина, където е професор и ръководител на Департамента до неговото пенсиониране през 1945 г.
Умира на 8 януари 1957 година в Ню Хейвън, Кънектикът, на 79-годишна възраст.